# Lensia quadriculata
Lensia quadriculata is een hydroïdpoliep uit de familie Diphyidae. De poliep komt uit het geslacht Lensia. Lensia quadriculata werd in 2006 voor het eerst wetenschappelijk beschreven door Pages, Flood & Youngbluth. 